# Oldřich Hlavsa (typograf)
Oldřich Hlavsa (4. listopadu 1909 Náchod – 27. prosince 1995 Praha) byl český grafik, typograf, redaktor a odborný publicista.

## Život
Oldřich Hlavsa se narodil v Náchodě jako druhé dítě továrního dělníka Františka Hlavsy (1883–1924) a jeho manželky Marie, rozené Ehlové (1885–1971). Starší bratr František zemřel v dětském věku (1906–1908). V rodném městě navštěvoval obecnou a měšťanskou školu a vyučil se sazečem (1924–1928) u Václava Rydla. Chodil také na večerní kurzy aktu a kompozice, jelikož ho přitahovala nejen sazba, ale také volné umění, malba a kresba. Z grafických technik užívaných ve výtvarném umění si oblíbil linoryt a touto technikou také vytvářel exlibris pro své přátele. Ve dvacátých letech se věnoval tvorbě typografických plakátů, ale toto období bylo velické krátké, protože dal přednost akcidenční praxi a drobným tiskovinám užité grafiky. Po prezenční vojenské službě v Bratislavě pracoval do roku 1936 jako sazeč písma v náchodských tiskárnách Václava Rydla, Václava Lehma a Hugo Lustiga až do roku 1936, kdy byl po stávce jako odborový důvěrník propuštěn a zůstal téměř rok bez práce. To už byl od roku 1934 ženatý  se Zdenou Šťastnou (narozena 26. října 1912), kterou znal od dětství. V roce 1937 se přestěhovali z Náchoda do Prahy, kde Hlavsa začal pracovat jako faktor v Kolišově tiskárně Solidarita a kde začala také jeho spolupráce s odborným polygrafickým časopisem Typografia, která na různých pozicích trvala až do roku 1966. V roce 1939 se stal členem redakční rady tohoto časopisu, navrhoval jeho obálky a společně s dalším náchodským rodákem, typografem Josefem Týfou, vstoupil do Reklubu. Po válce v roce 1945 nastoupil jako faktor do znárodněné tiskárny Svoboda - Rudé právo. V roce 1948 vstoupil do KSČ. Současně byl spolu s Ladislavem Trefným do roku 1951 vedoucím redaktorem Typografie, poté zůstal v redakční radě a byl výtvarným redaktorem. V roce 1951 se mu narodila dcera Jana. V roce 1955 se stal samostatným výtvarníkem-typografem. Zaměřil se zejména na knižní tvorbu. Ateliér měl až do roku 1993 na Národní třídě, po restituci domu jej opustil.

## Typografická tvorba
Věnoval se především typografii a knižní grafice. Byl členem výtvarných rad nakladatelství Academia, Československý spisovatel, Mladá fronta, Státní pedagogické nakladatelství aj. Vytvořil grafickou podobu knižních edic „Klub přátel poezie“, „Bohemia“, „Slunovrat“ a dalších. Navrhl úpravu spisů Jana Amose Komenského či Vladimíra Holana, typograficky upravoval časopis Plamen. Četné publikace, které připravil ve spolupráci s předními českými výtvarníky a ilustrátory, získaly prestižní ocenění u nás i v zahraničí. Byl členem mezinárodních oborových organizací Association Typographique Internationale, International Center for Typographic Art, Society of Typographic Designers of Canada aj.
Ve svých grafických úpravách objevoval vztahy písma a ilustrace, pomocí komponování a vrstvení obrazových a typografických prvků hledal nové struktury knihy. 

## Teoretické práce
Mezi jeho významné teoretické práce patří například publikace Typografická písma latinková (1957), jež byla vydána i v anglické mutaci. Zásadním přínosem jsou tři rozsáhlé publikace Typografia (I–III; 1976, 1981, 1986), které přinášejí příklady písem, ilustrací a knih klasické éry knihtisku, zároveň však prostřednictvím ukázek soudobé praxe analyzují situaci písma ve vztahu k novým postupům a polygrafickým technikám.

### Výběr z díla
- HLAVSA, Oldřich. Typographia: písmo, ilustrace, kniha. 1. vyd. Praha: Státní nakladatelství technické literatury (SNTL), 1976. 351 s.
- HLAVSA, Oldřich a WICK, Karel, ed. Typographia. 2, Fotosazba. 1. vyd. Praha: Státní nakladatelství technické literatury (SNTL), 1981. 559 s.
- HLAVSA, Oldřich; ŠETLÍK, Jiří a WICK, Karel. Typographia 3. 1. vyd. Praha: SNTL – Nakladatelství technické literatury, 1986. 511 s.
- HLAVSA, Oldřich a kol. A book of type and design. Prague: SNTL, ©1960. 494 s.
- HLAVSA, Oldřich a SEDLÁČEK, František. Typografická písma: latinková. 1. vyd. Praha: Státní nakladatelství technické literatury, 1957. 451 s.

## Ocenění
- 1984 – vyznamenání Za vynikající práci
- 1986 – zasloužilý umělec[2]

#### Příspěvky v periodikách
- FETTERS, Aleš. Oldřich Hlavsa: 4. listopadu 1909 v Náchodě – 27. prosince 1995 v Praze. U nás: knihovnicko-informační zpravodaj Královéhradeckého kraje. 2005, roč. 15, č. 4, s. 39–40. ISSN 0862-9366. Dostupné také z: https://www.svkhk.cz/SVKHK/u-nas-pdf_archiv/644.pdf
- HALOUN, Karel. Knižní edice: díl třináctý: Solitéry. Revolver Revue. 2017, roč. 32, č. 107, s. 195–206. ISSN 1210-2881.
- HOFFMANN, Bohuslav. Po(ne)kašparovské ilustrace (interpretace) Babičky Boženy Němcové. In: Hodnoty a hranice: svět v české literatuře, česká literatura ve světě: sborník příspěvků z III. kongresu světové literárněvědné bohemistiky, Praha 28. 6. – 3. 7. 2005. Svazek 3, Božena Němcová a její Babička. Praha: Ústav pro českou literaturu AV ČR, 2006. s. 282–292. ISBN 80-85778-53-X. Dostupné také z: http://www.ucl.cas.cz/edicee/data/sborniky/kongres/tretiIII/24.pdf
- HOLÝ, Bohuslav. Gutenbergova cena: Města Lipska za ilustrační a typografickou tvorbu. Laureát Oldřich Hlavsa. Tvar. 1991, roč. 2, č. 25, s. 2. ISSN 0862-657X. Dostupné také z: https://archiv.ucl.cas.cz/index.php?path=Tvar/2.1991/25/2.png
- KNOBLOCH, Iva. Moderní, futuristická, klasická, subverzivní. Bulletin Moravské galerie v Brně. 2017, roč. 76, s. 26–46. ISSN 0231-5793.
- KNOBLOCH, Iva. Oldřich Hlavsa (1909–1995) – typografická avantgarda a formativní Náchod. In: Orlické hory a Podorlicko: sborník vlastivědných prací: přírodou, dějinami, současností. 2013, sv. 20, s. 113–124. Rychnov nad Kněžnou: Muzeum a galerie Orlických hor, 2014.
- OSTRADECKÁ, Kateřina. Tvorbu a um Oldřicha Hlavsy chválil i Jaroslav Seifert: vzdali hold a díky významné osobnosti české kultury. Noviny Náchodska: deníky Bohemia. 2005, roč. 14, č. 277, s. 7. ISSN 1212-575X.
- PECINA, Martin. Oldskůlový dochtor Faust. Host. 2009, roč. 25, č. 5, s. 41. ISSN 1211-9938. Dostupné také z: https://typomil.com/2009/04/oldskulovy-dochtor-faust/
- ŠETLÍK, Jiří. Oldřich Hlavsa. Literární noviny. 1996, roč. 7, č. 4, s. 13. ISSN 1210-0021. Dostupné také z: https://archiv.ucl.cas.cz/index.php?path=LitNIII/7.1996/4/13.png
- VACINA, Ladislav. Krásné knihy. Tvar. 1990, roč. 1, č. 41, s. 2. ISSN 0862-657X. Dostupné také z: http://archiv.ucl.cas.cz/index.php?path=Tvar/1.1990/41/2.png